# Mirabella Eclano
Mirabella Eclano – miejscowość i gmina we Włoszech, w regionie Kampania, w prowincji Avellino.
Według danych na 1 stycznia 2022 roku gminę zamieszkiwało 6808 osób (3366 mężczyzn i 3442 kobiety).